# Tourenwagen Junior Cup
Der ADAC Tourenwagen Junior Cup ist eine Rundstreckenserie im Automobilsport. Sie richtet sich an Nachwuchsrennfahrer, die in den professionellen Automobilsport einsteigen. Die Rennveranstaltungen werden primär in Deutschland ausgetragen. Darüber hinaus finden Rennen im benachbarten Ausland statt. Der ADAC Tourenwagen Junior Cup wurde erstmals 2021 ausgetragen. Die Meisterschaft wird vom ADAC Weser-Ems e.V. ausgeschrieben und pro Saison in der Regel an sechs Veranstaltungswochenenden ausgetragen. Ab dem Jahr 2025 ist eine Teilnahme bereits ab 14 Jahren möglich.

## Geschichte
Der ADAC Tourenwagen Junior Cup wurde von Matthias Meyer und seiner Firma MRD in Kooperation mit dem ADAC Weser-Ems e.V. ins Leben gerufen. Das speziell für den ADAC Tourenwagen Junior Cup gebaute Rennfahrzeug auf Basis des Volkswagen up! GTI wurde von MRD ab dem Jahr 2018 entwickelt und ab 2020 an Kunden ausgeliefert. Meyer selbst gewann im Jahr 2004 den ADAC Volkswagen Polo Cup im Rahmen der DTM und wurde im folgenden Jahr Werksrennfahrer für Volkswagen. In seiner Zeit als Rennfahrer und Markenbotschafter für Volkswagen war er als Test- und Entwicklungsfahrer in diverse Cup- und Tourenwagenprojekte des Konzerns involviert und so entstand der VW up! GTI für den ADAC Tourenwagen Junior Cup nach Aussage Meyers u. a. aus diesen Erfahrungen heraus. 
Der ADAC Tourenwagen Junior Cup wird seit der ersten Saison in den neuen ADAC Racing Weekends ausgetragen, in deren Rahmen mehrere (in erster Linie ADAC organisierte) Rennserien an den Start gehen.

## Ablauf des Rennwochenendes
Ein Rennwochenende besteht aus einem 
30-minütigen Freien Training
Qualifying 1 (20 min.)
Rennen 1 (20 min. + 1 Runde)
Qualifying 2 (20 min.)
Rennen 2 (20 min. + 1 Runde).

## Fahrzeug
In dem ADAC Tourenwagen Junior Cup wird ein zum Rennfahrzeug entwickelter VW up! GTI mit einem Reihen-3-Zylinder-Ottomotor mit Benzindirekteinspritzung, Abgasturbolader/Ladeluftkühlung verwendet. Der Hubraum beträgt 999 ccm, die Motorleistung ist durch eine geänderte Abgasanlage in Verbindung mit einer modifizierten Motorsoftware mit 110 kW (150 PS) / 275 Nm angegeben. Das Fahrzeug besitzt eine geänderte Pedalanlage ohne Bremskraftverstärker mit einer manuell vom Fahrer zu bedienenden Waagebalken-Bremskraftverstellung zwischen Vorder- und Hinterachse.
Seit der Saison 2022 sind alle Fahrzeuge mit einem Lamellen-Sperrdifferential der Firma Drexler ausgerüstet.
Die Spur- und Sturzwerte der Räder sind sowohl an der Vorder- als auch an der Hinterachse einstellbar. Weitere Abstimmungsmöglichkeiten sind durch die Änderung des Nachlaufs an der Vorderachse, des Luftdrucks der Reifen und der Fahrhöhe gegeben und dienen der Schulung der Nachwuchspiloten.
Seit der Saison 2024 ist der US-Rennreifen-Hersteller Hoosier, einer 100% Tochter der Continental AG, der exklusive Reifenpartner des ADAC Tourenwagen Junior Cup.
Ab der Saison 2024 wird in der Serie auch erstmals der synthetische Kraftstoff eFuel Racing 98 von CAC Engineering eingesetzt. Der ADAC Tourenwagen Junior Cup war damit die erste deutsche Rennserie, die mit echtem eFuels an den Start gegangen ist.

## Medienübertragung
Alle Rennen im Rahmen des ADAC Racing Weekends werden auf dem YouTube-Kanal des ADAC per Live-Stream und dauerhaft als „Re-Live“ kostenfrei ausgestrahlt. Darüber hinaus werden Social-Media-Kanäle bespielt und ein regelmäßiger Presse-Newsletter versendet.

## Bisherige Meister
| Jahr | Meister        | Punkte | Zweiter           | Punkte | Dritter            | Punkte | Team              | Punkte |
| ---- | -------------- | ------ | ----------------- | ------ | ------------------ | ------ | ----------------- | ------ |
| 2021 | Florian Vietze | 148    | Tim Rölleke       | 146    | Daniel Gregor      | 144    | KONRAD-Motorsport | 152    |
| 2022 | Elias Olsen    | 201    | Leon Arndt        | 185    | Linus Hahne        | 182    | KONRAD-Motorsport | 235    |
| 2023 | Leon Arndt     | 205    | Mattis Pluschkell | 200    | Linus Hahne        | 149    | Georg Motorsport  | 211    |
| 2024 | Cedric Fuchs   | 216    | Mike Müller       | 199    | Maxim Felix Dacher | 169    | KONRAD-Motorsport | 235    |